# 胡齐亚二世
胡齐亚二世（英語：Huzziya II），古王国的赫梯国王。继承齐丹塔二世之位，死于宫廷阴谋。由穆瓦塔里一世接任。
| 前任： 齐丹塔二世 | 赫梯国王 | 继任： 穆瓦塔里一世 |